# Ференц II Ракоци
Ференц II Ракоци е последен претендент за трансилвански владетел и унгарски герой за независимост.

## Произход
Син на Ференц Ракоци и Елена Зринска. Император Леополд I успява да неутрализира потенциалния наследник и претендент за трансилвански владетел и баща на Ференц Ракоци младши, обаче майка му Елена (или Илона на унгарски) се заема сериозно с аристократичното възпитание и образование на сина си в замъка на Мукачево. Втори съпруг на Илона е бунтовникът Имре Тьокьоли, който не се меси във възпитанието на децата. 

## Биография
Ференц Ракоци учи в йезуитски колеж в южна Бохемия, след което и в Пражкия университет.
Младият Ференц и майка му трябва да удържат обсадата на замъка на Мукачево през 1686 – 1689 г. по време на голямата турска война. След като силите на защитниците на замъка се изчерпват, те са принудени да се предадат. Имре Тьокьоли и Илона Зрински са прогонени от Унгария, докато Ференц Ракоци младши остава под опеката на императора.
През 1692 г. Ференц Ракоци младши е свидетел на въстанието на токайски селяни – коруци, организирани от офицери, които подкрепят доведения му баща Имре Тьокьоли. Коруците го канят за предводител на въстанието, но младият Ракоци отказва. Това е първата му възможност за отхвърляне властта на Хабсбургите и за възстановяване суверенитета на Унгария. Ракоци младши е особено възмутен, че протестантите не са допускани до публични длъжности.
През 1700 г. Ференц Ракоци младши води тайна кореспонденция с френския крал Луи XIV, който подготвя война с Австрия, но преписката им попада в ръцете на австрийската тайна полиция. През 1701 г. Ракоци е затворен в крепостта Винер Нойщат, но година по-късно успява да избяга оттам в Полша, където се среща отново с френски пратеници и Миклош Берчени. Избухналата война за испанското наследство не позволява на Луи XIV да окаже подкрепа на унгарските куруци, докато Полша се сражава на север с шведския крал Карл XII. Ситуацията изглежда безнадеждна за унгарското народно движение за независимост.
Междувременно положението в самата Унгария се влошава. Френските победи над Хабсбургите вдъхват надежда за успех в случай на съвместни действия. В края на 1702 г. главният координатор на антихабсбургското движение, търговецът на сол Тамас Ис, се среща с Ракоци в замъка Брежани в Югоизточна Полша, канейки го за водач на бунта. Ракоци приема и на 6 май 1703 г. пише манифест за освобождението на Унгария от „незаконното и непоносимо потисничество“. Скоро след това Ракоци пристигна в Унгария и започва да събира доброволци и волнонаемни около себе си. Първоначално само селяните подкрепят Ракоци, който им обещава освобождаване от данъци и мита. Малко време след пристигането на Ракоци и унгарските благородници се уверяват в неговите лидерски качества и възможностти да поддържа реда в армията и върховенството на закона в страната и следвайки селяните се присъединяват към неговото освободително движение. До есента на 1703 г. армията на Ракоци наброява 70 хиляди души. 

## Въстание на Ракоци
През 1704 г. Ракоци е избран за принцепс (владетел) на Трансилвания. През септември 1705 г. Народното събрание отказва да одобри Йосиф I за крал на Унгария и обявява създаването на Конфедерация на унгарските имения, водена от Ференц II Ракоци, с цел възстановяване независимостта на страната. Създадени са изпълнителни органи – Сенат и Икономическия съвет, както и редовна армия на Унгария. На 13 юни 1707 г. Народното събрание в Онода решава да отхвърли окончателно властта на Хабсбургите, възстановявайки напълно унгарската независимост от времето на кралство Унгария.
След 1707 г. унгарското народоосвободително движение започва да изпитва криза. Иновативната данъчна система, която обхваща дори привилегированите сегменти от населението, води до увеличаване на данъчната тежест в сравнение с времето на Хабсбургите. Данъците се събират трудно. Командният състав, съставен от хора със скромен произход и воюващи заедно с Ракоци от първите дни на въстанието, е раздразнен, че офицерските постове са давани с предимство и не по заслуги на аристократи, заради което се разбунтува. В допълнение към това, след голямото поражение на френските и баварските армии в Хьохщат през 1704 г., бунтовниците-куруци няма вече на кой да разчитат за помощ. Отрядите на куруците, многобройни, но нетренирани и слабо въоръжени, губят войната с имперските войски, дори въпреки двойното си и дори тройно превъзходство в жива сила.
Възползвайки се от факта, че император Йосиф I е ангажиран с италианските дела, поради което е склонен на отстъпки през 1708 г., Ракоци започва преговори с императора. Ракоци дори се съгласява да върне Хабсбургите на унгарския трон, ако се гарантира свободата на съвестта (вероизповеданието) и запазване на унгарската армия. Преговорите води генерал Шандор Карой с широки правомощия, от страна на бунтовниците – с амнистирания хърватски благородник Янош Палфи, който представлява Хабсбургите. Същевременно Ракоци заминава за Полша, за да преговаря тайно с руския цар Петър I (Ференц II се надява да получи полската корона), но на 30 април 1711 г. Карой и Палфи подписват Сатмарския договор. На следващия ден армията на куруците се предава и Ракоци изправен пред свършен факт е принуден да се примири със статуквото. Условията на мира са много меки, за да се спечелят всички бунтовнически аристократи, като включително Ракоци и Берчени запазват своите имения. Австрия гарантира запазването на правата и свободите на участниците в Народното събрание, в управлението на страната, и в съответствие със собствените им закони и обичаи. Император Карл VI, който сменя междувременно починалия две седмици преди сключването на мира Йосиф I, отбелязва, че „спокойствието в Унгария е жизненоважно за Австрия“ и ратифицира договора. 

## Последни години
Ференц II Ракоци никога повече не се връща в Унгария, защото не се доверява на обещанията за амнистия. До ноември 1712 г. той живее в Данциг под името граф Шароши. След това прекарва няколко години в Русия, Англия и Франция, където напразно се опитва да получи подкрепа. Накрая, през 1717 г., пристига в Османската империя, където се опитва да подбуди османците към войната с Хабсбургите, но сключването на австро-турския договор през 1718 г. посича последната му надежда.
Ференц II Ракоци умира в Родосто (сега Текирдаг) на 8 април 1735 г., а пепелта му е преместена от Текирдаг в родното в Кошице и препогребана в криптата на катедралата Св. Елизабета Унгарска. 